# Таркувек
Таркувек (пол. Tarkówek) — село в Польщі, у гміні Пшесмики Седлецького повіту Мазовецького воєводства. Населення — 85 осіб (2011).
У 1975—1998 роках село належало до Седлецького воєводства.

## Демографія
Демографічна структура станом на 31 березня 2011 року:
|          | Загалом | Допрацездатний вік | Працездатний вік | Постпрацездатний вік |
| -------- | ------- | ------------------ | ---------------- | -------------------- |
| Чоловіки | 40      | 9                  | 23               | 8                    |
| Жінки    | 45      | 11                 | 21               | 13                   |
| Разом    | 85      | 20                 | 44               | 21                   |